# Jan Rychel
Jan Rychel (ur. 27 października 1902 w Dziećmarowach, zm. 16 lutego 1974 w Strzelcach Opolskich) – polski bankowiec, nauczyciel i działacz narodowy na Śląsku Opolskim, poseł na Sejm PRL II kadencji. 

## Życiorys
Po ukończeniu szkoły podstawowej w Dziećmarowie uczył się w seminarium nauczycielskim w Głubczycach, po czym pracował w cukierni w Baborowie. Był członkiem Związku Polaków w Niemczech, redagował pismo dla młodzieży „Zdrój” oraz organizował nauczanie języka polskiego w rejencji opolskiej. Był założycielem pierwszych szkół prywatnych na Śląsku Opolskim, po tym jak dopuściła je pruska ustawa o szkolnictwie. Sprawował nadzór nad szkołami polskimi w Jędryni, Centawie i Jemielnicy oraz nad kursami języka, historii i literatury polskiej prowadzonymi przez nauczycieli ze szkół prywatnych w Barucie, Wierchlesiu, Sieroniowicach, Szczepanku, Dziewkowicach, Suchych Łanach i Mokrych Łanach. W 1927 został wybrany na prezesa Związku Stowarzyszeń Młodzieży Polsko-Katolickiej Śląska Opolskiego w Opolu. Od 1929 kierował Bankiem Ludowym w Oleśnie, a w latach 1935–1939 szefował Bankowi Ludowemu w Strzelcach Opolskich. Pełnił obowiązki sekretarza ZPwN oraz Polsko-Katolickiego Towarzystwa Szkolnego na powiat strzelecki.
Tuż przed wybuchem wojny został aresztowany i uwięziony, po czym przewieziono go do obozu Buchenwald. Po powrocie do Strzelec Opolskich w 1945 został zatrudniony w Komunalnej Kasie Oszczędności, później został wiceprezesem Banku Rolnego oraz jego pełnomocnikiem na powiat strzelecki. W banku pracował do 1967. W 1946 zakładał Powiatowy Komitet SD, którego szefem pozostał do końca życia. 
Po odwilży październikowej uzyskał mandat posła na Sejm PRL II kadencji z okręgu Koźle. Zasiadał w Komisji Rolnictwa. Później był m.in. radnym Powiatowej Rady Narodowej oraz przewodniczącym Powiatowego Komitetu Frontu Jedności Narodu. Zasiadał też w Ogólnopolskim Komitecie FJN. Zasiadał w Radzie Naczelnej Towarzystwa Rozwoju Ziem Zachodnich. 
Od 1931 żonaty z Emilią Breitkopf. Został pochowany na cmentarzu parafialnym przy kościele pw. św. Barbary w Strzelcach Opolskich.

## Odznaczenia
Odznaczony m.in. Krzyżem Kawalerskim Orderu Odrodzenia Polski, Medalem Zwycięstwa i Wolności 1945, 10-lecia Polski Ludowej, Złotym i Srebrnym Krzyżem Zasługi, a także Odznaką „Zasłużony Opolszczyźnie”.
Jego imieniem nazwano ulicę w Strzelcach Opolskich.